# Phyllis Lyons
Phyllis Anne Lyons (* 20. August 1960 in New Brunswick, New Jersey) ist eine US-amerikanische Schauspielerin.

## Leben
Phyllis Lyons ist seit 1988 als Schauspielerin, zumeist in Fernsehserien und Fernsehfilmen, tätig. In der Seifenoper All My Children trat sie 1991 und 1992 wiederkehrend als Arlene Vaughan auf. Hierfür erhielt sie eine Nominierung bei den Soap Opera Digest Awards 1992 als Beste Newcomerin (Outstanding Female Newcomer: Daytime). In Fernsehserien war Lyons fast ausschließlich in Episodenrollen zu sehen. Zu ihren vereinzelten Engagements in Kinofilmen zählt unter anderem Clint Eastwoods Die Brücken am Fluß von 1995. Ihren bisher letzten Einsatz als Schauspielerin hatte sie 2013 einer kleineren Nebenrolle in dem Film Bewaffneter Widerstand – Armed Response.
Lyons war vom 21. August 1999 an bis 2013 war mit dem Schauspieler und Regisseur Adam Arkin in dessen zweiter Ehe verheiratet, sie haben einen Sohn. Neben Arkin war sie ab 1995 in Chicago Hope wiederkehrend in drei Folgen als Dr. Phyllis Larkin, 1998 im Fernsehfilm Durst – Die Epidemie und 2007 in zwei Folgen von Life als Judith Raitt zu sehen.

## Filmographie
- 1988: Springfield Story (Guiding Light, 1 Folge)
- 1989: Hot Prospects (Fernsehfilm)
- 1990: L.A. Law – Staranwälte, Tricks, Prozesse (L.A. Law, 1 Folge)
- 1991: Zurück in die Vergangenheit (Quantum Leap, 1 Folge)
- 1991–1992: All My Children (29 Folgen)
- 1993: Teenage Lolita – Verlockende Unschuld (Casualties of Love: The Long Island Lolita Story, Fernsehfilm)
- 1993: Banner Times (Fernsehfilm)
- 1993: Love, Honor & Obey: The Last Mafia Marriage (Fernsehfilm)
- 1995: Picket Fences – Tatort Gartenzaun (Picket Fences, 2 Folgen)
- 1995: Die Brücken am Fluß (The Bridges of Madison County, Film)
- 1995: Emergency Room – Die Notaufnahme (ER, 1 Folge)
- 1995: Der Klient (The Client, 1 Folge)
- 1996: Haus der stummen Schreie (If These Walls Could Talk, Fernsehfilm)
- 1996: High Incedent – Die Cops von El Camino (High Incident, 3 Folgen)
- 1997: Verrückt nach dir (Mad About You, 1 Folge)
- 1997: X-Factor: Das Unfassbare (Beyond Belief: Fact or Fiction, 1 Folge)
- 1997: Practice – Die Anwälte (The Practice, 1 Folge)
- 1995–1997: Chicago Hope – Endstation Hoffnung (Chicago Hope, 3 Folgen)
- 1998: Frank, Dean und Sammy tun es (The Rat Pack, Fernsehfilm)
- 1998: I’m Losing You (Film)
- 1998: Durst – Die Epidemie (Thirst, Fernsehfilm)
- 1998: L.A. Doctors (1 Folge)
- 1999: Für alle Fälle Amy (Judging Amy, 1 Folge)
- 2000: City of Angels (1 Folge)
- 2000: Boston Public (1 Folge)
- 2001: Donnie Darko (Film)
- 2001: Defender – Der Schutzengel (Guardian, Film)
- 2002: Das sexte Semester (Sorority Boys, Film)
- 2003: Miracles (1 Folge)
- 2005: 24 (1 Folge)
- 2005: Ring 2 (Film)
- 2007: Life (2 Folgen)
- 2008: Dr. House (House, 1 Folge)
- 2010: Rizzoli & Isles (1 Folge)
- 2013: Bewaffneter Widerstand – Armed Response (In Security, Film)